# 呉京 (俳優)
呉 京（ウー・ジン／ジャッキー・ウー、漢字日本語読み:ごきょう、簡体字: 吴京、拼音: Wu Jing、1974年4月3日—）は、中華人民共和国北京市出身の俳優。

## 人物・経歴
1974年、武状元も輩出した満族（祖籍）の家系に生まれる。
1995年、ユエン・ウーピンに見いだされ、香港映画『マスター・オブ・リアル・カンフー/大地無限2』でデビューした。
2005年、香港映画『SPL/狼よ静かに死ね』で悪役の殺し屋ジェットを演じて注目された。
2015年、自ら監督兼主演を務めた中国映画『ウルフ・オブ・ウォー ネイビー・シールズ傭兵部隊 vs PLA特殊部隊』が大ヒットし、2017年に公開された続編『戦狼 ウルフ・オブ・ウォー』は中国とアジアの歴代興行収入で1位を記録した。

## 主な出演作品

### 映画
- 1995年：『マスター・オブ・リアル・カンフー/大地無限2（英語版）』DVD発売の邦題『太極神拳』 - 楊学文 役
- 2000年：『天上の剣 The Legend of ZU（中国語版）』 - 廉刑 役
- 2002年：『超酔拳（英語版）』 - 阿徳 役
- 2005年：『SPL 狼よ静かに死ね』 - 殺手Jack 役
- 2005年：『天上掉餡餅』 - 溜溜 役
- 2006年：『拳陣 FATAL CONTACT』 - ゴウゴン（高崗） 役
- 2006年：『ツインズ・ミッション』 - 劉曦/劉晨 役
- 2007年：『インビジブル・ターゲット』 - ヨンサン（天養生） 役
- 2008年：『血戦 FATAL MOVE（中国語版）』 - 駱天虹 役
- 2008年：『我的最愛』 - Michael 役
- 2008年：『ハムナプトラ3 呪われた皇帝の秘宝』 - 刺客 役
- 2008年：『狼牙 -ライジング・フィスト-（中国語版）』 - 阿布 役 ※兼監督
- 2009年：『カンフーサイボーグ』 - K88 役
- 2010年：『マーシャルシティー〜超人大戦（英語版）』 - 孫皓 役
- 2010年：『西風烈』- 楊曉明 役
- 2011年：『新少林寺/SHAOLIN』 - 浄能 役
- 2011年：『開心魔法』 - 畢野武 役
- 2013年：『ドラゴン・コップス -微笑捜査線-（中国語版）』 - 保険員 役
- 2015年：『ウルフ・オブ・ウォー ネイビー・シールズ傭兵部隊 vs PLA特殊部隊』 - レン・フェン（冷鋒） 役 ※兼監督
- 2015年：『ドラゴン×マッハ!』 - チーキット（陳志傑） 役 [7]
- 2016年：『コール・オブ・ヒーローズ 武勇伝（中国語版）』 - チョン・イック（張亦） 役
- 2017年：『戦狼 ウルフ・オブ・ウォー』 - レン・フェン（冷鋒） 役 [8] ※兼監督
- 2019年：『流転の地球』- リウ・ペイチアン 役 ※原作 さまよえる地球
- 2020年：『クライマーズ』- ファン・ウージョウ（方五洲） 役
- 2020年：『バトル・オブ・ザ・リバー 金剛川決戦』- 関小隊長 役
- 2021年：『1950 鋼の第7中隊』- 伍千里 役
- 2021年：『父に捧ぐ物語』「風に乗って」 - 馬仁興 役 ※兼監督
- 2022年：『1950 水門橋決戦』- 伍千里 役
- 2023年：『MEG ザ・モンスターズ2』 - ジウミン 役
- 2023年：『流転の地球 -太陽系脱出計画-』 - リウ・ペイチアン 役
- 2023年：『ライド・オン』 - ユェン・ウェイ 役

### ドラマ
- 1997年：『太極英雄』 - 楊昱乾 役
- 1998年：『新水滸後伝』／『拭血問剣』 - 西門金哥 役
- 1999年：『新・少林寺』 - 覚遠 役
- 1999年：『小李飛刀』 - 阿飛 役
- 2000年：『乱世桃花』
- 2000年：『大人物』／『血剣奇縁』／『凡人楊大頭』／『絶命鴛鴦』 - 楊凡 役
- 2000年：『策馬嘨西風』 - 孟星魂 役
- 2001年：『金蚕糸雨』 - 雲飛揚 役
- 2001年：『江山児女几多情』／『飛花奪命』／『皇上保重』／『古霊精怪苗翠花』 - 皇帝 役
- 2001年：『大欽差之皇城神鷹』
- 2001年：『SHAOLIN 少林武王』 - チィ・シャオジョン（戚少正）/ タンチ（曇志） 役
- 2002年：『江山為重』 - 乾隆 役
- 2002年：『極速青春』
- 2002年：『南少林』 - 方世玉 役
- 2003年：『チャイニーズ・ゴースト・ストーリー』『新チャイニーズ・ゴースト・ストーリー』 - リウユン（諸葛流雲） 役
- 2004年：『少林三十六房』 - 方世玉 役
- 2004年：『誰為我心動』
- 2005年：『武当II』
- 2005年：『鼓上蚤時遷』
- 2008年：『大いなる愛 〜相思樹の奇跡〜』
- 2012年：『我是特種兵2』